# 2016년 미국 하원의원 선거
2016년 미국 하원의원 선거는 2년 임기의 미국 하원 의원 435석을 선출하기 위해 2016년 미국 대통령 선거, 2016년 미국 상원의원 선거와 함께 2016년 11월 8일에 실시되었다. 선거 결과 이전 선거에 이어 공화당이 다수당을 차지하였다.